# Kloster Mount Saint Bernard

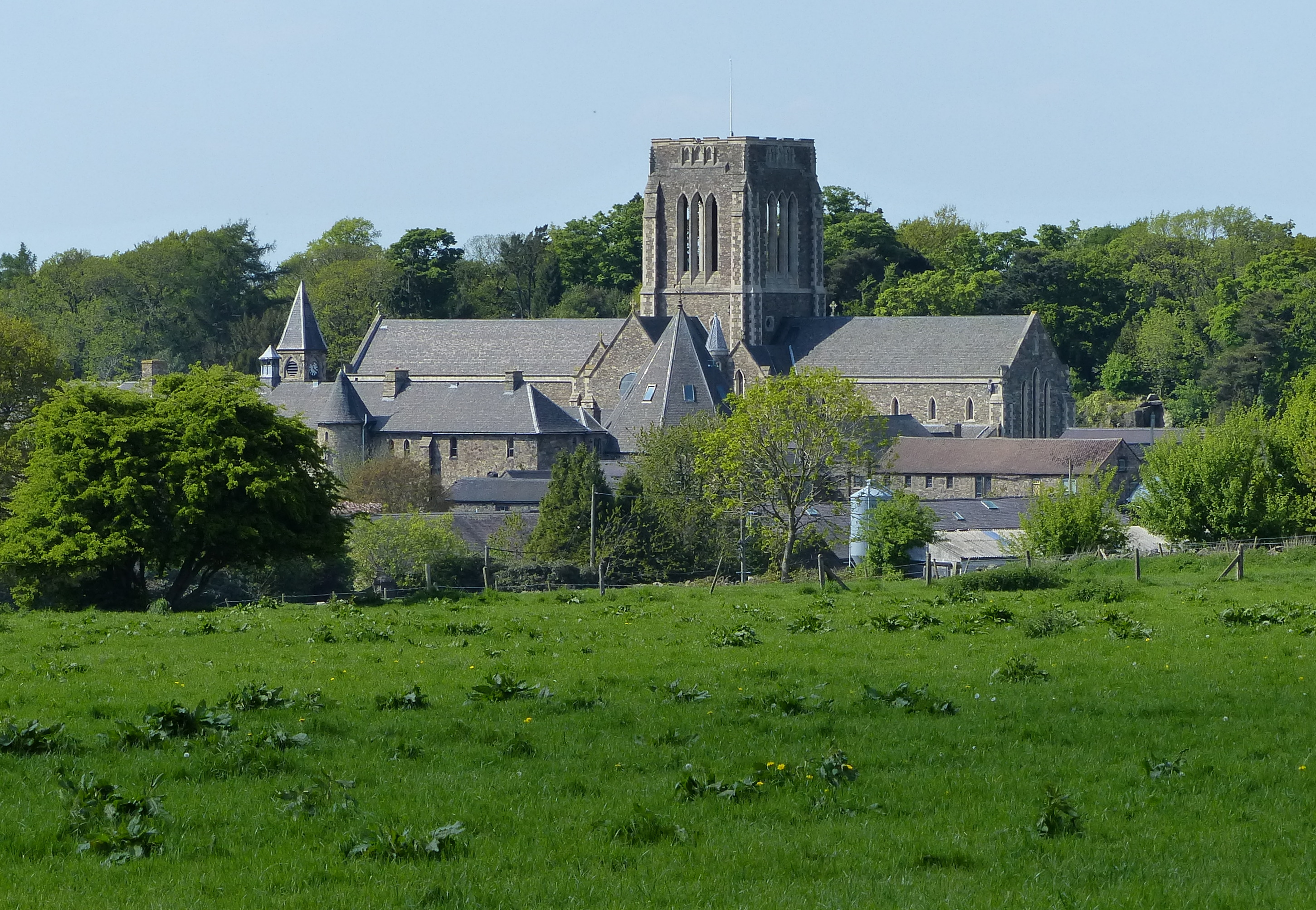
Trappistenabtei Mount Saint Bernard

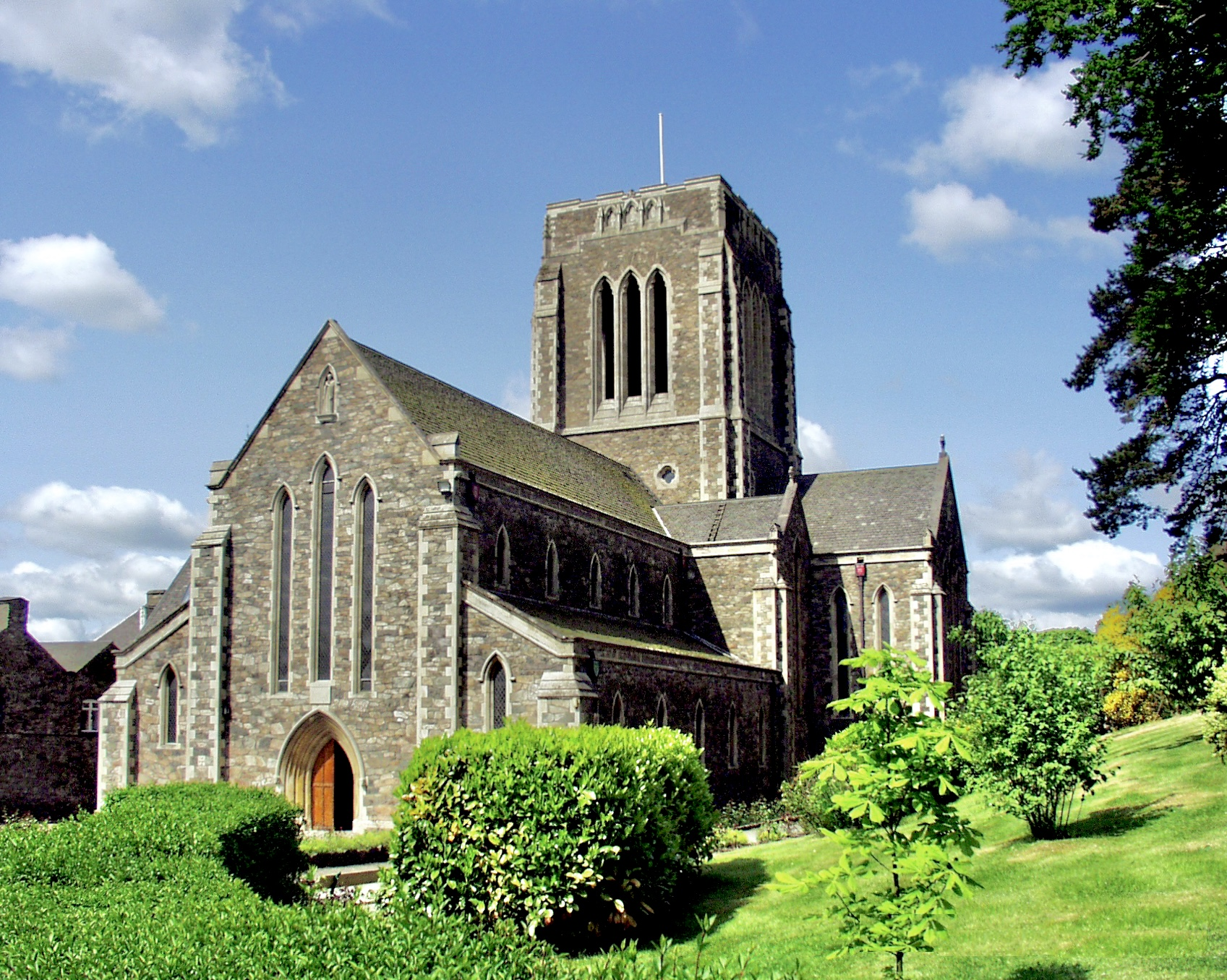
Abteikirche (2008)

Kloster Mount Saint Bernard (lat. Abbatia B. M. de Monte Sancti Bernardi) ist eine Trappistenabtei in Coalville, Leicestershire, Bistum Nottingham, Vereinigtes Königreich.

## Geschichte

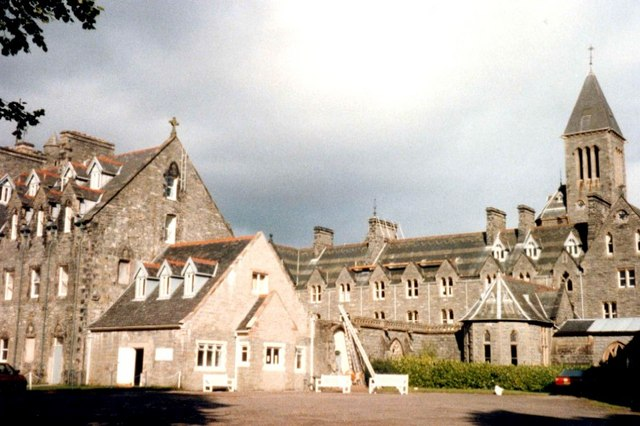
Klosteransicht

Mönche aus dem irischen Kloster Mount Melleray und aus dessen Mutterhaus Kloster Melleray, die aus Frankreich vertrieben worden waren, gründeten – mit Unterstützung von Ambrose Lisle March Phillipps De Lisle (1809–1878) sowie von John Talbot, 16. Earl of Shrewsbury (1791–1852) – 1835 nordwestlich Leicester das Kloster Mount Saint Bernard als erstes Trappistenkloster in England und mit dem ersten römisch-katholischen Klosterneubau in England seit der Reformation (1848 zur Abtei erhoben).

### Obere, Prioren und Äbte
- Odilo Woolfrey (1835–1839), Superior
- Benedict Johnson (1839–1841), Superior
- Bernard Palmer (1841–1852), Prior, ab 1849 Abt
- Bernard Burder (1852–1858), ?
- Bartholemew Anderson (1859–1890), provisorischer Superior, ab 1863 Abt
- Wilfred Hipwood (1890–1910), Abt
- Louis Carew (1910–1927), provisorischer Superior?
- Celsus O’Connell (1927–1933), Superior ad nutum, ab 1929 Abt
- Malachy Brasil (1933–1959), Abt
- Ambrose Southey (1959–1974), Abt, dann Generalabt der Trappisten
- Cyril Bunce (1974–1980), Abt
- John Moakler (1980–2001), Superior ad nutum, ab 1982 Abt
- Joseph Delargy (2001–2013), Abt
- Erik Varden (2013–2019), Superior ad nutum, ab 2015 Abt, dann Prälat von Trondheim
- Joseph Delargy (2020–2022), Abt (2. Amtszeit)
- Peter Claver Caddy (2022–2023), Superior ad nutum
- Joseph Delargy (seit 2023), Abt (3. Amtszeit)

### Gründung
- 1963: Trappistenabtei Bamenda (Kamerun)